# 松本信廣
松本 信廣（まつもと のぶひろ、松本 信広、1897年（明治30年）11月11日 - 1981年（昭和56年）3月8日）は、大正から昭和にかけての民俗学者、神話学者。

## 経歴
1897年、東京市港区に生まれる。区立鞆絵小学校、慶應義塾普通部を経て、1920年（大正9年）3月、慶應義塾大学部文学科（史学）を卒業、普通部の教員に採用される。1924年（大正13年）5月に東洋学研究のため、フランスへ留学。ソルボンヌ大学で学び、マルセル・グラネやマルセル・モースらと交流する。1928年（昭和3年）7月に文学博士の学位を取得し、9月に帰国。日本人の東洋学者として最初の文学博士の国家学位を受けた人物である。慶應義塾大学文学部助教授に就任し、1930年（昭和5年）10月には教授に昇任した。1969年（昭和44年）慶応義塾大学を定年退職し、同大学名誉教授となった。慶應義塾大学在職中、文学部長・言語文化研究所長をつとめた。学界では、日本民族学協会理事長、日本歴史学協会委員長、東南アジア史学会会長をつとめた。また、日本学術会議会員に選出された。
1918年（大正7年）に慶應義塾でも教鞭を取っていた柳田國男に師事し、日本民族学を研究し始める。1919年（大正8年）に柳田が貴族院書記官長を辞した後の東北・渡欧旅行に随行し、その後は「方言研究会」「郷士会」「南島談話会」「にひなめ研究会」「稲作史研究会」など柳田が関係するほとんどの研究会にも参加している。古代舟・稲作文化の研究などを通じて早くから『南方説』を唱え、日本民族の基層文化の系統論的研究に貢献した。この頃から日本の植民地支配のあり方についても神話研究の立場から積極的に発言。さらに、日本神話と南方の神話との比較研究から、日本民族の血に南方の民族の血が流れていると論じ、その点で南方への進出においては、当時政治的に支配していたフランス人などの白人たちよりも日本人のほうが有利であると主張した。「大東亜戦争の民族史的意義」を唱え、南進論を主張。1930年代に、大日本帝国が南進政策を展開しはじめると、日本神話と南方の神話の類似を指摘する松本の研究は、日本が南方に進出し、植民地支配を正当化する根拠を示すという点で、政治的な意味を持つようになる。
国策研究会では、1940年に「民族問題研究会」を組織して東南亜細亜の諸民族の実情と日本の対処の仕方について研究を開始し、「南方諸民族事情研究会」にもインドシナ研究の専門家として委員に名を連ねた。戦後の松本は、戦中当時を軍人が「日本国民はアマテラスの一部分」と発言したのに対して、「聖と俗がわかれるのが宗教の本質である」として抗弁すると、陸軍勅語を知らないかと一喝された挿話を引いて、「嫌な時代だった」と述懐している。

## 研究内容・業績
- 沖縄、東南アジア研究の先覚者としても知られ、伊波普猷・柳田國男・上田万年・白鳥庫吉・新村出・折口信夫・金田一京助らと共に「南島懇話会」を組織した。南方文化研究の先駆者として、その研究領域は歴史、民族、宗教、言語、考古と多岐に渡った。
- 日本の神話・昔話は松本の主な研究対象の一つであった。現在では日本神話の一部に南方の神話の影響があることは、定説として受け止められており、松本の成果も広く認められている[要出典]。このほか中国江南における考古学調査も行っている。
- 没後、蔵書（漢喃本60点、洋書1908点、和漢書1601点、洋雑誌35タイトル[4]）は慶應義塾大学に寄贈され、同大学付属図書館松本文庫として公開されている（一部貴重書の閲覧には事前の申請が必要）。

## 著作
- 1941年 『江南踏査』（三田史学会）、名著普及会（新版・1985年）
- 1942年 『印度支那の民族と文化』岩波書店
- 1942年 『安南語入門』
- 1946年 『日本神話の研究』鎌倉書房
- 1956年 『日本の神話』至文堂・日本歴史新書（増補版・1966年）
- 1968年 『東亜民族文化論攷』誠文堂新光社
- 1969年 『ベトナム民族小史』岩波新書
- 1971年 『日本神話の研究』平凡社東洋文庫（新訂版）、のちワイド版
- 1978年 『日本民族文化の起源』講談社

第一巻：神話伝説、第二巻：古代の舟/日本と南方語、第三巻：東南アジア文化と日本